# Karl Schröder (KAPD)
Karl Schröder (Połczyn-Zdrój, atualmente na Polónia, 13 de novembro de 1884 - Berlim, 6 de abril de 1950) foi um escritor e político comunista alemão. 

## Biografia
Karl Schröder foi filho de um professor, o que favoreceu que viajasse a Berlim para estudar filosofia, literatura, história e história da arte, temática sobre a qual escreveu uma dissertação que lhe permitiu obter o seu doutoramento e, desde então, trabalhar como professor particular. Em 1913, aderiu ao Partido Social-Democrata da Alemanha (SPD) e em 1914 foi nomeado assistente de investigação sobre educação operária na Comissão Central de Educação do partido. Durante esse período iniciou um relacionamento amigável com Franz Mehring e desenvolveu a sua ligação com o movimento operário. 
Após participar na Primeira Guerra Mundial, em 1918, Schröder aderiu à Liga Espartaquista dirigida por Rosa Luxemburg e Karl Liebknecht e tornou-se editor do jornal Rote Fahn (Bandeira Vermelha), que era o órgão de expressão do Partido Comunista da Alemanha (KPD) em que os espartaquistas se tinham integrado. Porém, durante o congresso do KPD em 1920, abandonaria o partido junto com outros 50.000 militantes para fundar o Partido Comunista Operário da Alemanha (KAPD) de tendência conselhista. Junto com Alexander Schwab, chegou a tornar-se um dos líderes do novo partido, trabalhando como editor do Arbeiter Zeitung (Diário Operário), o órgão do KAPD. Sem embargo, foi expulso do cargo de liderança do partido (fação Essen) em 1922 após ter-se distanciado dos seus posicionamentos a respeito da Komintern. 
Depois do fracasso do seu intento de desenvolver a fação de Essen, Schröder regressou ao SPD a petição de Paul Levi e continuou a realizar trabalhos de escritor e editor ao serviço da educação dos trabalhadores social-democratas. Sem embargo, dado que Schröder manteve a sua tendência fortemente esquerdista e tentou desenvolve-la tanto no SPD como na Juventude Socialista Operária (SAJ) vinculada ao SPD, foi visto como um entrista. 
Em 1928, conjuntamente com Alexander Schwab, começou a organizar os Rote Kämpfer, uma organização de conselhistas e sindicalistas que fez parte da Resistência alemã contra o nazismo. A Gestapo penetrou o grupo em 1936 e Schröder, que se tinha feito passar por um simples livreiro, foi arrestado e condenado a quatro anos de prisão em campos de concentração. Após a queda de Adolf Hitler e do nazismo em 1945, dedicou-se à reconstrução do sistema escolar de Berlim e à educação para adultos, ao tempo que tentava reorganizar os Rote Kämpfer no Berlim Ocidental. Em 1948, aderiu formalmente ao Partido Socialista Unificado da Alemanha (SED) que tinha resultado da unificação do KPD e o SPD na zona sob controlo soviético estabelecida em Berlim Oriental ao terminar a Segunda Guerra Mundial. 